# Hôtel de ville de Sydney
L'hôtel de ville de Sydney (en anglais : Sydney Town Hall) est un bâtiment public abritant, entre autres, la mairie de la ville de Sydney, en Australie. 

## Situation
L'hôtel de ville s'élève au cœur du quartier central de Sydney, entre George Street à l'est et Druitt Street au nord. Il est complété du côté ouest par un complexe de bâtiments modernes qui abritent les services municipaux.

## Histoire
L'hôtel de ville s'élève en partie sur l'emplacement d'un ancien cimetière fermé en 1820. L'édifice, dont la construction commence en 1869, est conçu comme le symbole de la richesse et du statut de la ville et reprend dans son architecture des éléments du style Second Empire en s'inspirant de l'hôtel de ville de Paris en France. L'architecte J. H. Willson conduit une première tranche de travaux qui permet en 1874 aux services municipaux de s'installer au rez-de-chaussée du bâtiment inachevé.

## Architecture
Le bâtiment est construit en grès de Sydney. Il dispose d'un vaste auditorium baptisé Centennial Hall, dans lequel prend place le Sydney Town Hall Grand Organ, plus grand orgue du monde lors de son installation en 1890.

## Accès
L'hôtel de ville est desservi par les rames des lignes 2 et 3 du métro léger à la station Town Hall.